# Duckterath
Duckterath ist ein Ortsteil im Stadtteil Gronau und im Stadtteil Hand von Bergisch Gladbach.

## Geschichte
Die Siedlung Duckterath war aus einer frühmittelalteren Hofgründung hervorgegangen, die vermutlich schon für 922 als „Dudenrothe“ belegt werden kann. Das Grundwort „rath/roth“ (vom mittelhochdeutschen ruiten = roden, urbar machen) verweist auf die Anlage der Siedlung. Die im rheinisch-westfälischen Urkataster als Dükteroth verzeichnete Siedlung lag etwa 150 Meter südlich von der Straße von Mülheim nach Gladbach (heute: Mülheimer Straße).
Die Topographia Ducatus Montani des Erich Philipp Ploennies, Blatt Amt Porz, belegt, dass der Wohnplatz 1715 als gemeiner Hof kategorisiert wurde und mit Duckerade bezeichnet wurde. Carl Friedrich von Wiebeking benennt die Hofschaft auf seiner Charte des Herzogthums Berg 1789 als Duckterath. Aus ihr geht hervor, dass Duckterath zu dieser Zeit Teil der Honschaft Gronau im Kirchspiel Gladbach war.
Unter der französischen Verwaltung (Franzosenzeit) zwischen 1806 und 1813 wurde das Amt Porz aufgelöst und Duckterath wurde politisch der Mairie Gladbach im Kanton Bensberg zugeordnet. 1816 wandelten die Preußen die Mairie zur Bürgermeisterei Gladbach im Kreis Mülheim am Rhein. Mit der Rheinischen Städteordnung wurde Gladbach 1856 Stadt, die 1863 den Zusatz Bergisch bekam.
Der Ort ist auf der Topographischen Aufnahme der Rheinlande von 1824 als Ducterath und auf der Preußischen Uraufnahme von 1840 ohne Namen verzeichnet. Ab der Preußischen Neuaufnahme von 1892 ist er auf Messtischblättern regelmäßig als Duckterath oder ohne Namen verzeichnet.
| Jahr | Einwohner | Wohn- gebäude | Kategorie | Bemerkung      |
| ---- | --------- | ------------- | --------- | -------------- |
| 1822 | 12        |               | Hof       | Duckterad gen. |
| 1830 | 14        |               | Hofstelle |                |
| 1845 | 18        | 2             | Hofstelle |                |
| 1871 | 40        | 3             | Hofstelle |                |
| 1885 | 44        | 5             | Wohnplatz |                |
| 1895 | 34        | 5             | Wohnplatz |                |
| 1905 | 39        | 4             | Wohnplatz |                |

Zuletzt stand dort der so genannte Miebachshof etwa am östlichen Ende der heutigen Straße Schluchterheide. Er wurde in den 1960er Jahren abgerissen. Diese Siedlung war aus einer frühmittelalterlichen Hofgründung hervorgegangen, die als Dudenrothe belegt werden kann. Das Grundwort rath/roth verweist auf eine Rodung.
In der näheren Umgebung wurden nach dieser Siedlung die Straßen Duckterather Weg (1916) und Duckterather Busch (1959) benannt.

## Bergbau
In der Umgebung von Duckterath wurde im 19. Jahrhundert Bergbau auf der Grube Hohenzollern betrieben, der noch heute seine Spuren durch alte Pingen zeigt. Auf dem entsprechenden Verleihungsriss trägt der Ort – wie im Urkataster – den Namen Dükteroth.

## Bahnhof Duckterath
Duckterath heißt auch der Haltepunkt an der Bahnstrecke Köln-Mülheim–Lindlar im Stadtteil Gronau von Bergisch Gladbach. Er wird von der aus Köln bzw. Neuss/Düsseldorf kommenden S-Bahn-Linie S 11 bedient.
| Linie | Verlauf / Anmerkungen | Takt (Mo–Fr) |
| ----- | --- | ------------ |
| S 11  | D-Flughafen Terminal – D-Unterrath – D-Derendorf – D-Zoo – D-Wehrhahn – Düsseldorf Hbf – D-Friedrichstadt – D-Bilk – D-Völklinger Straße – D-Hamm – NE Rheinparkcenter – NE Am Kaiser – Neuss Hbf – Neuss Süd – Norf – NE-Allerheiligen – Nievenheim – Dormagen – Dormagen-Chempark – Köln-Worringen – K-Blumenberg – K-Chorweiler Nord – K-Chorweiler – K-Volkhovener Weg – K-Longerich – K-Geldernstraße/Parkgürtel – K-Nippes – K-Hansaring – Köln Hbf – K-Messe/Deutz – K-Buchforst – K-Mülheim – K-Holweide – K-Dellbrück – Duckterath – Bergisch Gladbach Stand: Fahrplanwechsel Dezember 2023 | 20 min       |